# 1875 في البرازيل
فيما يلي قوائم الأحداث التي وقعت خلال عام 1875 في البرازيل.

## ظهور
- 4 يناير – أو إستاداو دي ساو باولو

## مواليد

### أغسطس
- 8 أغسطس – أرتر برنارديس سياسي برازيلي.

### أكتوبر
- 15 أكتوبر – بيدرو دي ألكانتارا، أمير غراو-بارا

## وفيات

### يناير
- 11 يناير – إنفانتي سيبستيان من إسبانيا والبرتغال (مواليد 1811)
- 23 يناير – كانديدو خوسيه دي أروجو فيانا (مواليد 1793)